# Kiondielen
Kiondielen (ros. Кёнделен) – wieś w Rosji, w Kabardo-Bałkarii, w rejonie elbruskim. W 2010 liczyła 6338 mieszkańców.